# Chasse-marée (bateau)
Pour les articles homonymes, voir Chasse-marée.
Un chasse-marée désigne une grande chaloupe de pêche gréée en lougre sur la côte atlantique en Bretagne.
Ce bateau était très rapide. Ainsi, il permettait de transporter très rapidement la sardine depuis son lieu de pêche jusqu'aux cités portuaires entre Nantes et Bordeaux. Pour faciliter la conservation, le poisson était légèrement salé.
L'apparition, puis la généralisation des conserveries a fait petit à petit décliner cette activité, à la fin du XIXe siècle.

## Origine du terme
Le terme chasse-marée désigne initialement un métier. Il évoquait les mareyeurs qui acheminaient les produits de la pêche vers leurs lieux de consommation. On retrouve déjà ce nom dès 1350 dans une ordonnance rendue par Jean II « en faveur des Chasses-marées contre les pourvoyeurs des maisons du Roi, de la Reine et des princes qui arrêtaient ces forains, qui prenaient le poisson destiné à Paris ».
C'est au début du XVIIIe siècle que le terme désigne un bateau de pêche.

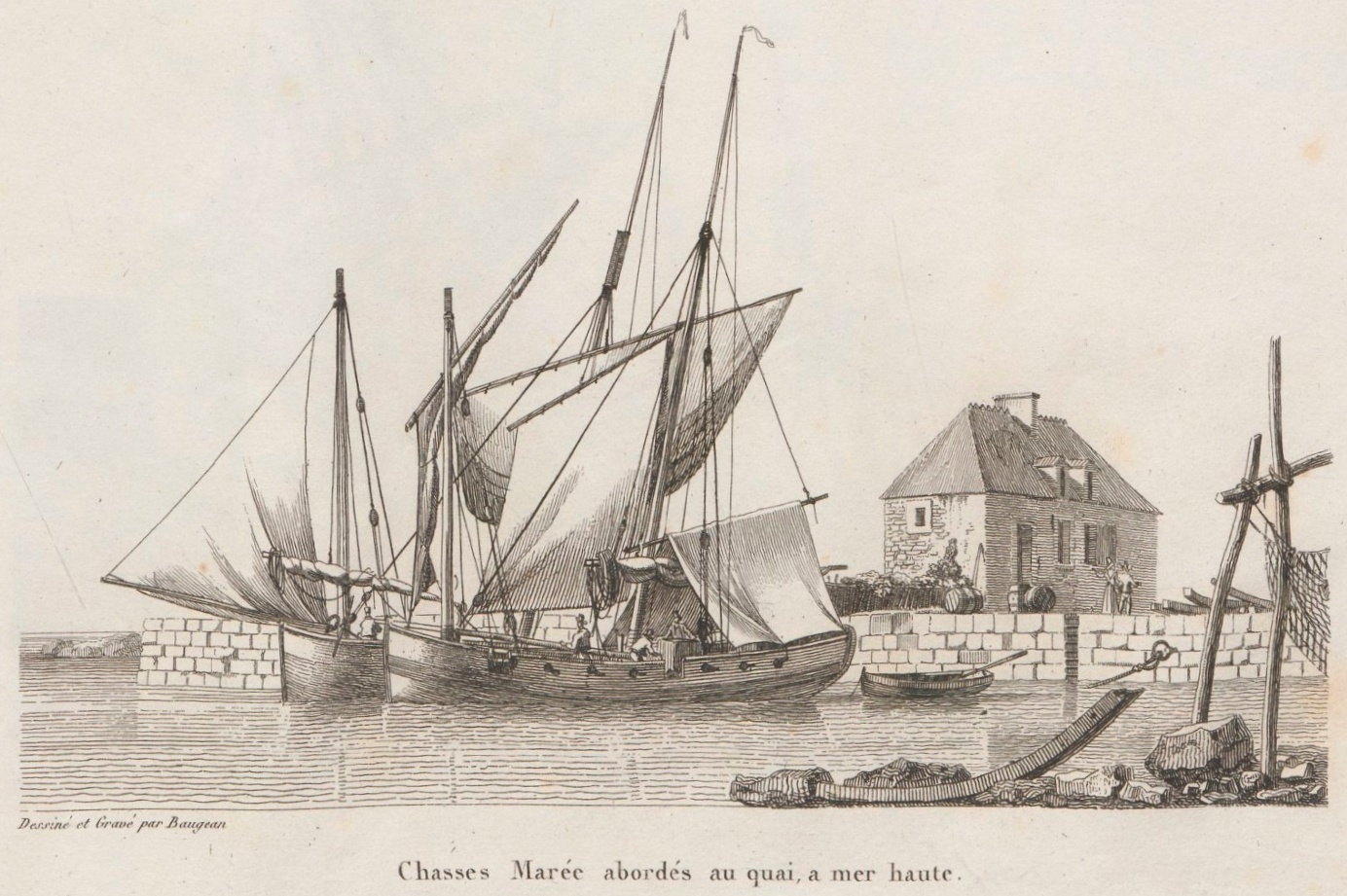
Deux chasse-marée à quai à mer haute, au début du XIXe siècle.
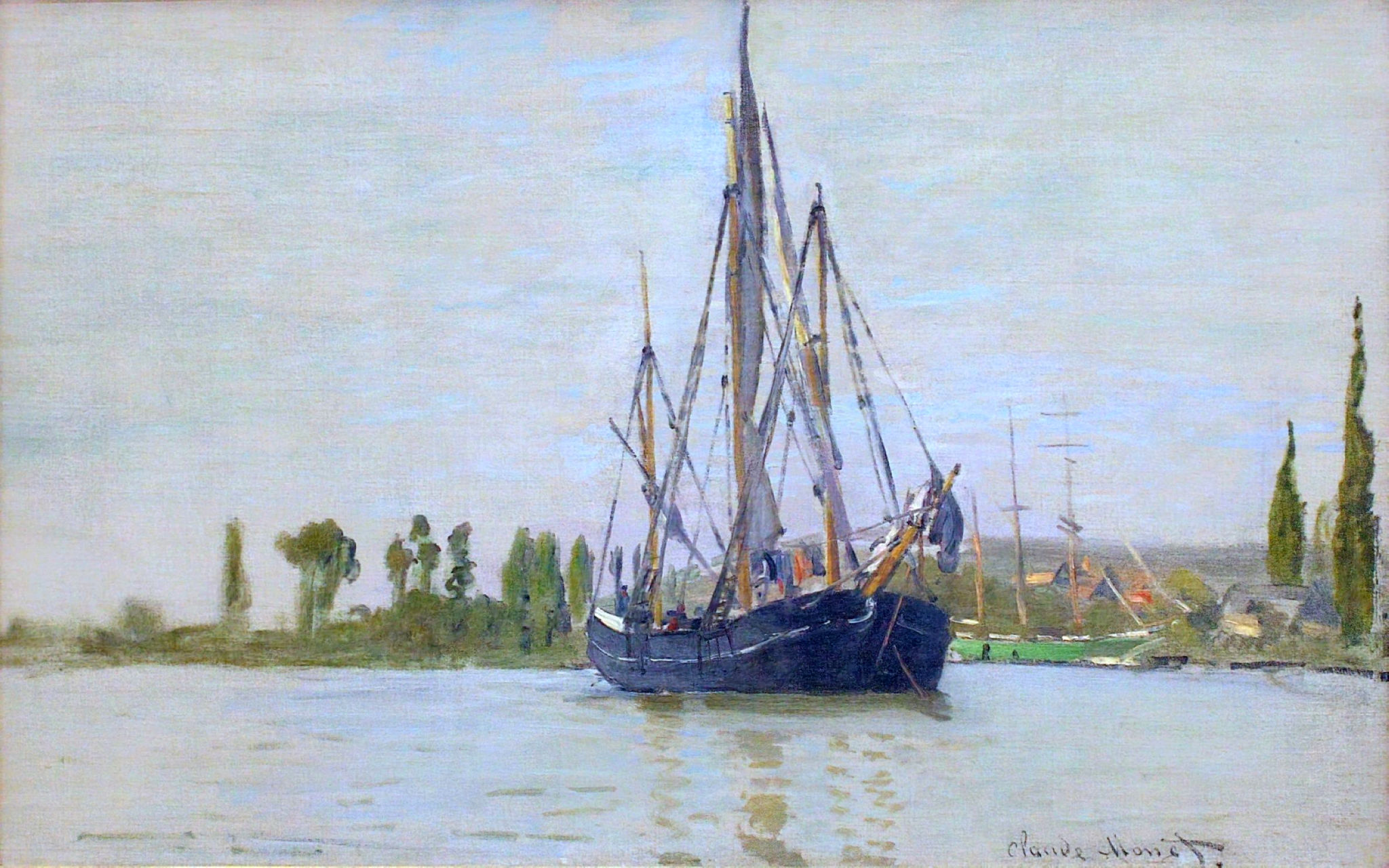
Un chasse-marée à l'ancre, vu par le peintre Claude Monet vers 1872.
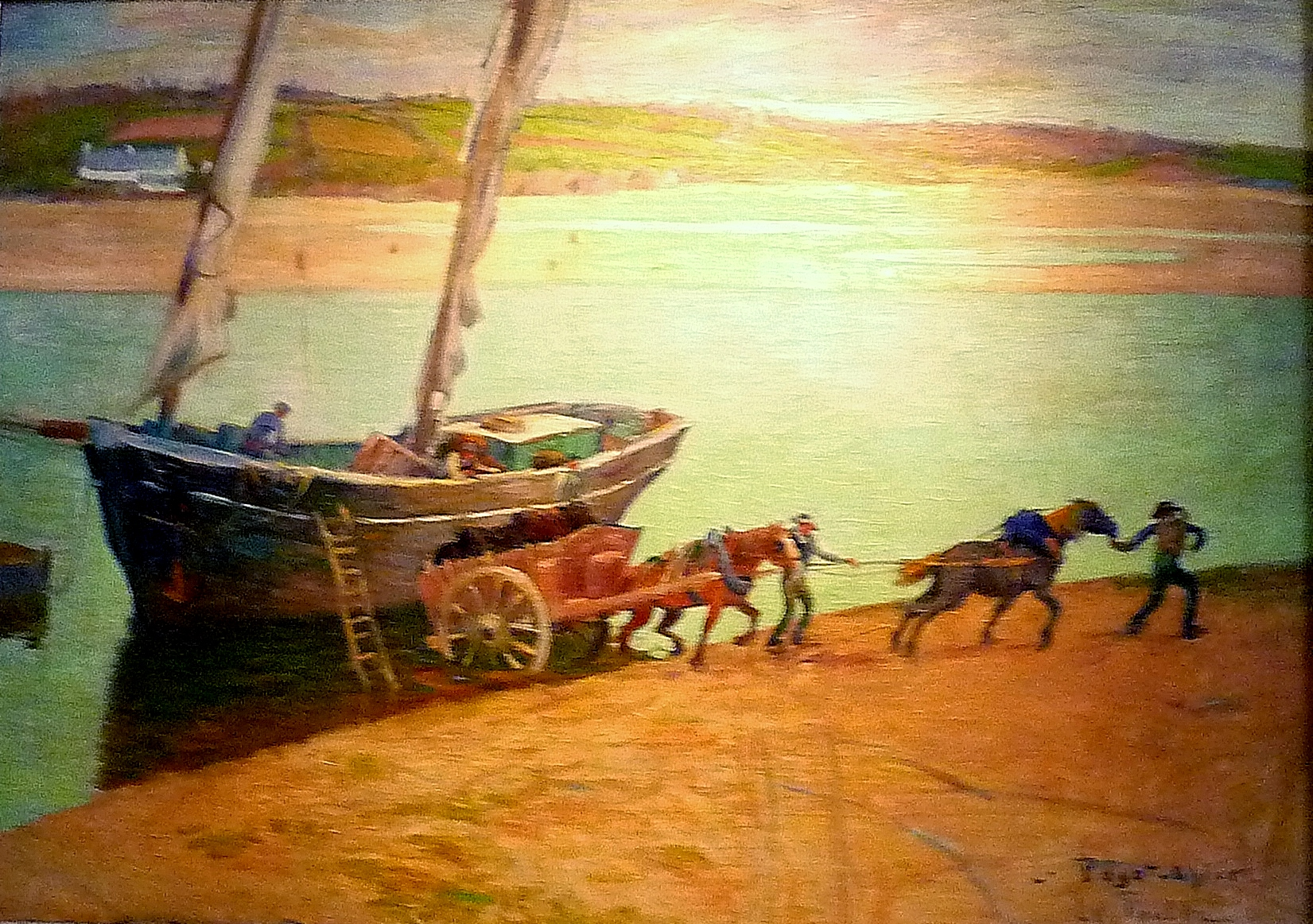
Chasse marée au Pouldu (1898).
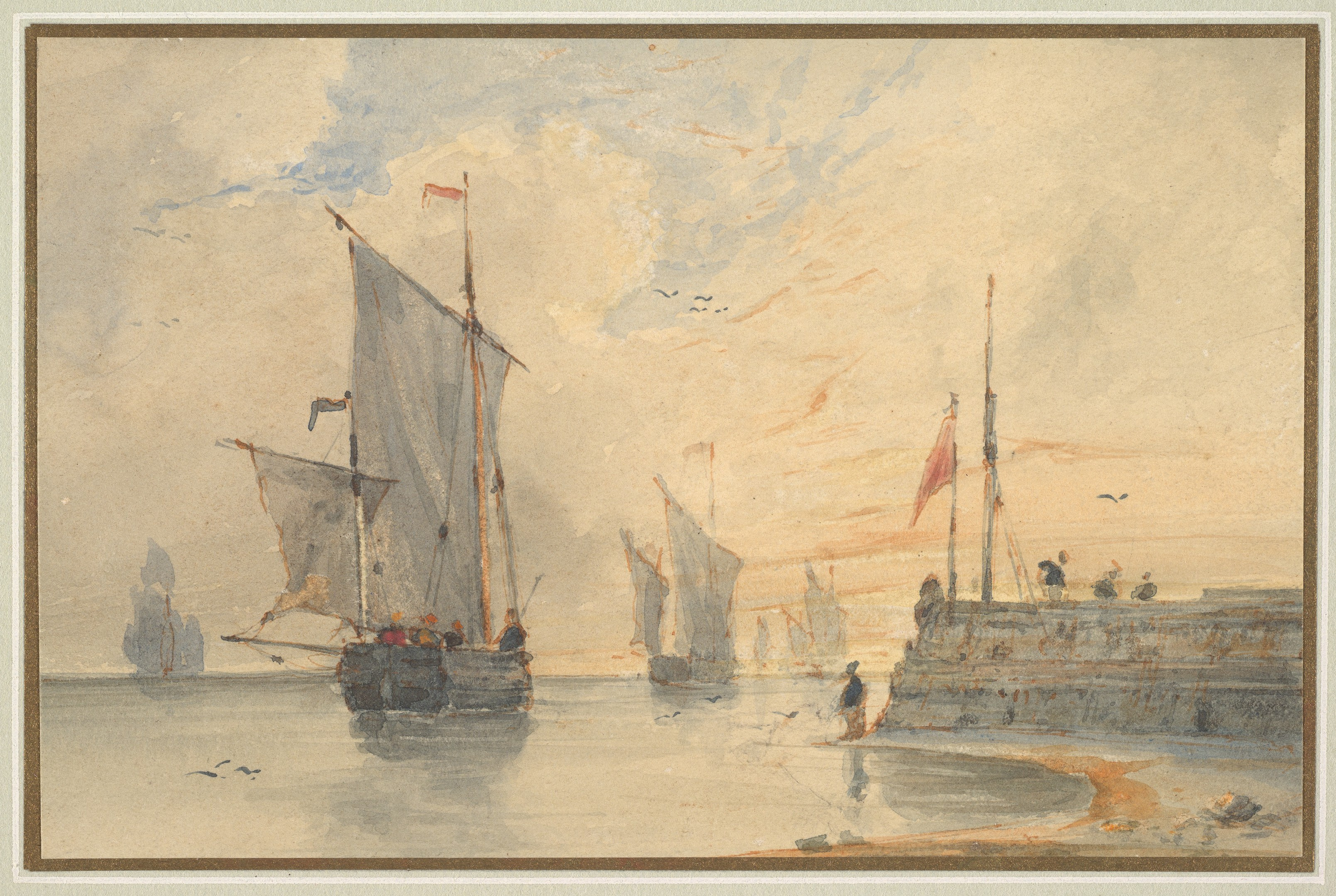
Chasse-marée à Calais.
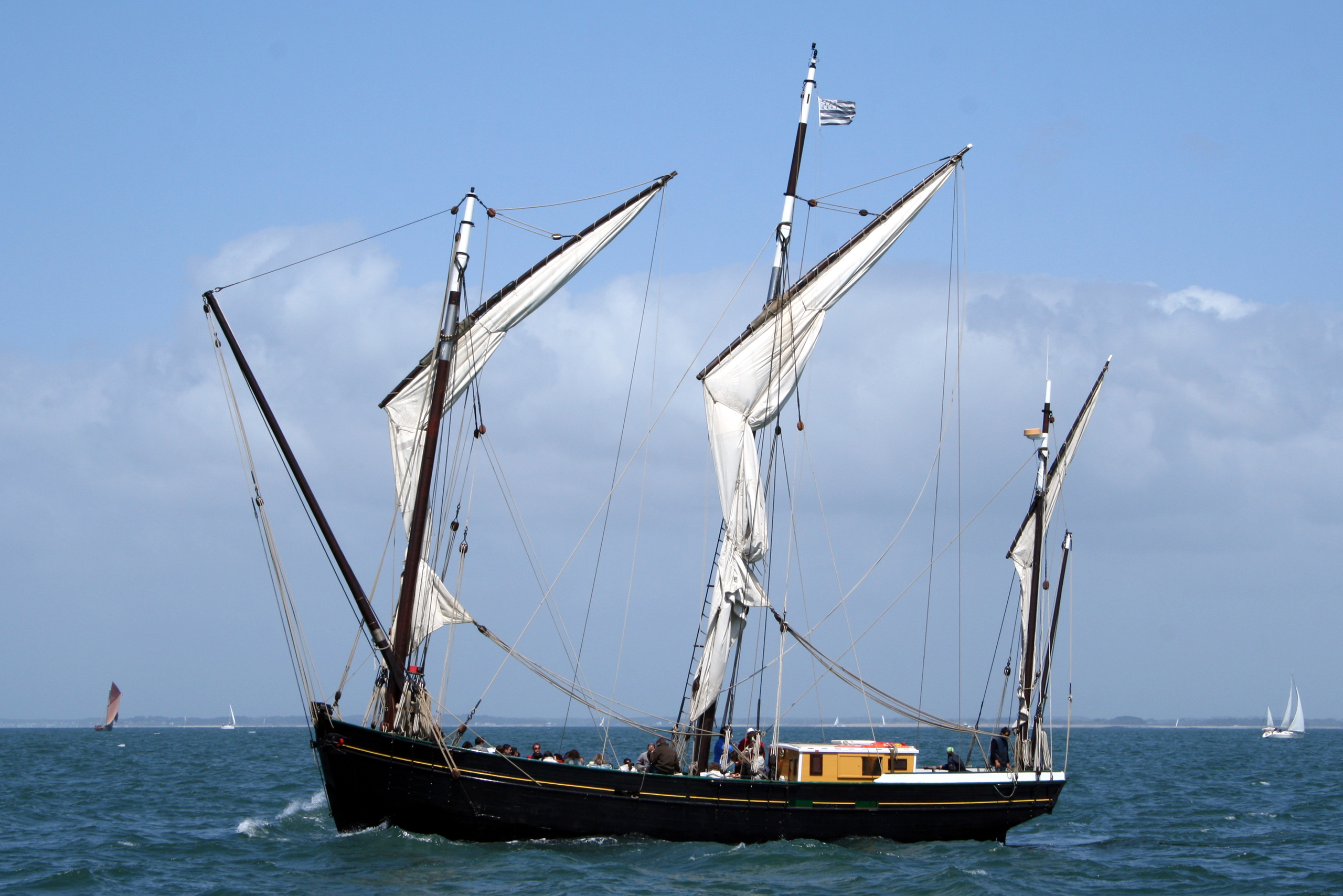
Le Corentin, chasse-marée de Quimper en 2007.

## Entretien

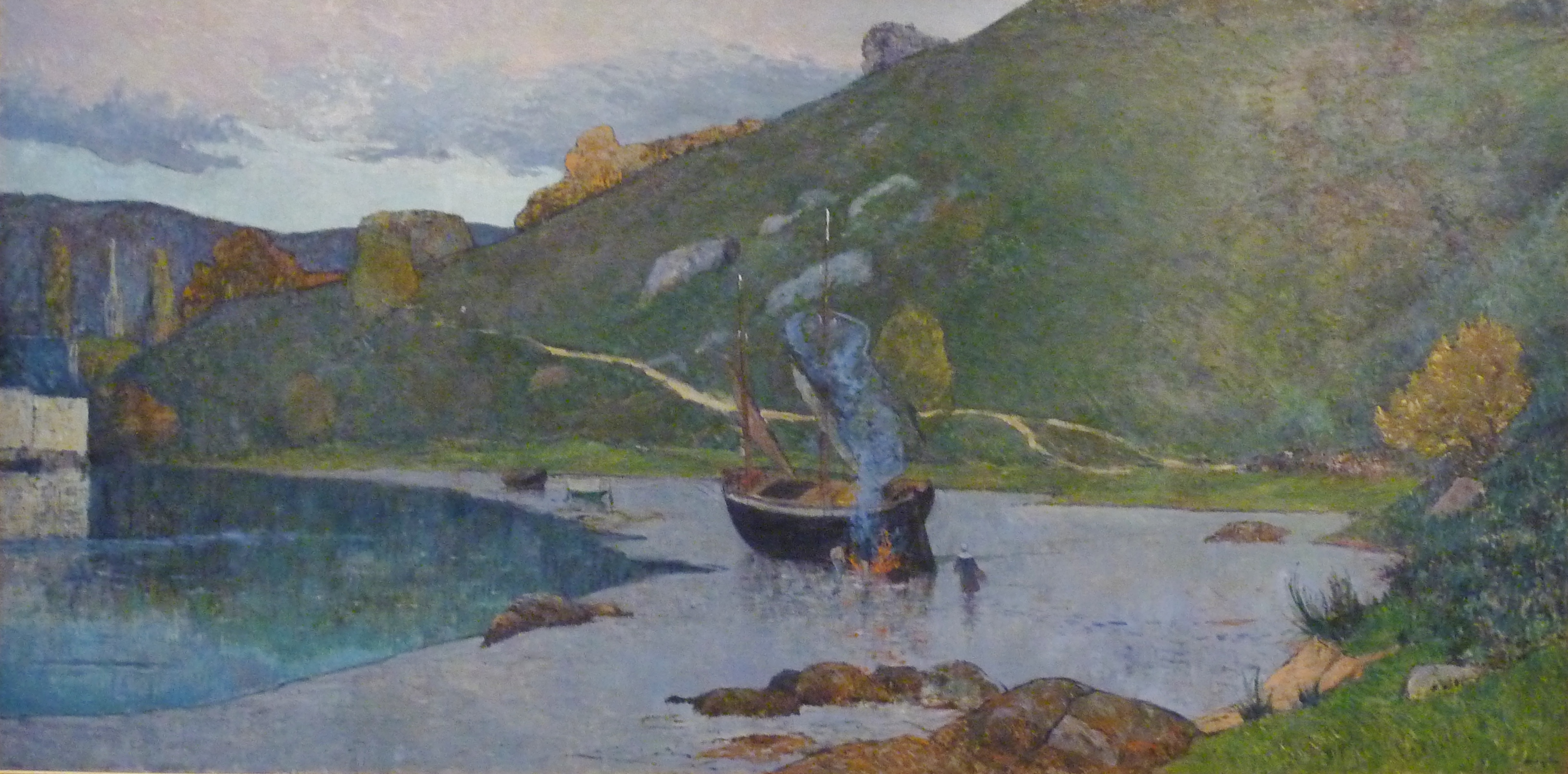
Vue du port de Pont-Aven
Maxime Maufra, 1893-94
musée des Beaux-Arts de Quimper

Le tableau de Maxime Maufra Vue du Port de Pont-Aven montre un chasse-marée qui a été échoué à marée basse sur la vasière de l'anse du Bas-Bourgneuf en face du port. Des fagots enflammés, vont être passés sous la coque pour faire fondre le goudron qui sert à l'étanchéité de la coque.

## Exemples de bateau
- Belle Angèle (voilier)
- Corentin (voilier)